# Gran Premio de Japón de Motociclismo de 1967
El Gran Premio de Japón de Motociclismo de 1967 fue la decimotercera y última prueba de la temporada 1967 del Campeonato Mundial de Motociclismo. El Gran Premio se disputó el 14 de octubre de 1967 en el Fuji Speedway. Se tenía previsto que Japón acogiera un nuevo Gran Premio en 1968 pero el evento fue cancelado y el Mundial de Motociclismo no volvería al país nipón hasta 1987.

## Resultados 350cc
Mike Hailwood venció la carrera de 350 cómodamente, aprovechándfose de la ausencia de las MV Agusta. En segundo lugar se clasificó el también británico Ralph Bryans mientras que el piloto local Shigeyoshi Mimuro acabó tercero.
| Pos.     | Piloto            | Equipo       | Tiempo        | Pts. |
| -------- | ----------------- | ------------ | ------------- | ---- |
| 1        | Mike Hailwood     | Honda        | 0h 56' 04" 24 | 8    |
| 2        | Ralph Bryans      | Honda        | + 0' 01" 86   | 6    |
| 3        | Shigeyoshi Mimuro | Yamaha       | + 1 Vuelta    | 4    |
| 4        | Masahiro Wada     | Yamaha       | + 1 Vuelta    | 3    |
| 5        | Gilberto Milani   | Aermacchi    | + 2 Vueltas   | 2    |
| 6        | Toshimi Yorino    | Honda        | + 2 vueltas   | 1    |
| Ret      | Kanaya Kazuo      | Kawasaki     | Ret           |      |
| Ret      | Fred Stevens      | Hannah Paton | Ret           |      |
| Ret      | Isamu Yoshino     | Honda        | Ret           |      |
| Ret      | Tommy Robb        | Aermacchi    | Ret           |      |
| Ret      | Chris Vincent     | Norton       | Ret           |      |
| Ret      | John Cooper       | Kawasaki     | Ret           |      |
| Ret      | Alberto Pagani    | Aermacchi    | Ret           |      |
| Ret      | Jyun Hamano       | Honda        | Ret           |      |
| Sources: |                   |              |               |      |

## Resultados 250cc
El campeonato mundial de 250cc tuvo que decidirse en esta última carrera en Japón. Y se decidió pronto cuando Phil Read se retiró en la quinta vuelta, al que le sucedió Mike Hailwood una vuelta más tarde. Ambos no sumaron y, por lo tanto, quedaba la clasificación tal como estaba con ambos pilotos empatados a 50 puntos. Por lo tanto, surgió una discusión sobre quién era el nuevo campeón porque había diferencias entre los textos en francés e inglés de los reglamentos de la FIM. Al contarse el número de victorias, Hailwood fue el campeón con cinco victorias, ya que Read solo había ganado cuatro. Así igualaba el récord de Carlo Ubbiali: 9 veces campeón del mundo. Por lo que se refiere a la carrera, Ralph Bryans ganó con tres vueltas por delante de los pilotos de Yamaha Akiyasu Motomashi y Jyun Hamano.
| Pos. | Piloto              | Moto      | Tiempo        | Pts. |
| ---- | ------------------- | --------- | ------------- | ---- |
| 1    | Ralph Bryans        | Honda     | 0h 53' 05" 05 | 8    |
| 2    | Akiyasu Motohashi   | Yamaha    | + 0' 21" 58   | 6    |
| 3    | Jyun Hamano         | Yamaha    | + 3 Vueltas   | 4    |
| 4    | Tommy Robb          | Bultaco   | + 3 Vueltas   | 3    |
| 5    | Gilberto Milani     | Aermacchi | + 3 Vueltas   | 2    |
| 6    | Bill Ivy            | Yamaha    | + 4 Vueltas   | 1    |
| Ret  | Mike Hailwood       | Honda     | Ret           |      |
| Ret  | Phil Read           | Yamaha    | Ret           |      |
| Ret  | Hiroshi Hasegawa    | Yamaha    | Ret           |      |
| Ret  | Chris Vincent       | Bultaco   | Ret           |      |
| Ret  | Barry Smith         | Bultaco   | Ret           |      |
| Ret  | José María Busquets | Bultaco   | Ret           |      |
| Ret  | Alberto Pagani      | Aermacchi | Ret           |      |
| Ret  | John Cooper         | Kawasaki  | Ret           |      |

## Resultados 125cc
También en Japón Bill Ivy fue el más rápido, aprovechando la ausencia de Phil Read. Stuart Graham fue segundo y Hideo Kanaya (Suzuki), tercero. Tanto la nueva 125cc de cuatro cilindros de Suzuki como el de cuatro cilindros de Kawasaki debutaron en esta carrera.
| Pos. | Piloto               | Moto     | Tiempo        | Pts. |
| ---- | -------------------- | -------- | ------------- | ---- |
| 1    | Bill Ivy             | Yamaha   | 0h 45' 27" 48 | 8    |
| 2    | Stuart Graham        | Suzuki   | + 0' 49" 31   | 6    |
| 3    | Hideo Kanaya         | Suzuki   | + 1 Vuelta    | 4    |
| 4    | Isao Morishita       | Suzuki   | + 1 Vuelta    | 3    |
| 5    | Yasuno Shigeno       | Suzuki   | + 2 Vueltas   | 2    |
| 6    | Barry Smith          | Bultaco  | + 4 Vueltas   | 1    |
| Ret  | Akihiko Motohashi    | Yamaha   | Ret           |      |
| Ret  | Phil Read            | Yamaha   | Ret           |      |
| Ret  | Hisami Taniguti      | Kawasaki | Ret           |      |
| Ret  | Ángel Nieto          | Derbi    | Ret           |      |
| Ret  | Jan Huberts          | Bultaco  | Ret           |      |
| Ret  | Hans-Georg Anscheidt | Suzuki   | Ret           |      |
| Ret  | Suwa Itoshi          | Yamaha   | Ret           |      |
| Ret  | Alberto Pagani       | JRM      | Ret           |      |

## Resultados 50cc
También en Japón Bill Ivy fue el más rápido, aprovechando la ausencia de Phil Read. Stuart Graham fue segundo y Hideo Kanaya (Suzuki), tercero. Tanto la nueva 125cc de cuatro cilindros de Suzuki como el de cuatro cilindros de Kawasaki debutaron en esta carrera.
| Pos. | Piloto               | Moto        | Tiempo        | Pts. |
| ---- | -------------------- | ----------- | ------------- | ---- |
| 1    | Mitsuo Itoh          | Suzuki      | 0h 36' 08" 38 | 8    |
| 2    | Stuart Graham        | Suzuki      | + 0' 00" 07   | 6    |
| 3    | Hiroyuki Kawasaki    | Suzuki      | + 0' 30" 37   | 4    |
| 4    | Hans-Georg Anscheidt | Suzuki      | + 1' 05" 29   | 3    |
| 5    | Barry Smith          | Derbi       | + 2 Vueltas   | 2    |
| 6    | Mitsuo Akamatsu      | Suzuki      | + 3 Vueltas   | 1    |
| Ret  | José María Busquets  | Bultaco     | Ret           |      |
| Ret  | Kasuhisa Ezaki       | Bridgestone | Ret           |      |
| Ret  | Yoshimi Katayama     | Suzuki      | Ret           |      |